# 卡尔洛·克罗切
卡尔洛·马利亚·克罗切（1944年12月17日—），意大利裔美国医学家，供职于俄亥俄州立大学，专业为肿瘤学和癌症的分子机制研究。克罗切因多项科学不端指控引起了公众的关注。

## 职业生涯
克罗切于1969年从罗马大学医学和拉丁语专业以优异成绩毕业。次年，他在美国费城的威斯塔生物学和解剖学研究所开始了研究生涯。1980年，克罗切成为宾夕法尼亚大学威斯塔遗传学教授和威斯塔研究所副所长，并于1988-1991年任坦普尔大学医学院费尔斯癌症研究和分子生物学研究所所长。1991年，克罗切被任命为费城托马斯杰斐逊大学杰斐逊医学院基默尔癌症中心的主任。1994 年，克罗切加入了烟草研究委员会的科学顾问委员会，直到该委员会在烟草总和解协议后关闭，在此期间，烟草公司利用克罗切对脆性组氨酸三联体(FHIT)的研究，宣扬肺癌是一种遗传性疾病。在杰斐逊医学院，克罗切的研究团队在2002年发现了microRNA在癌症发病和进展中的其中一种机理。
2004年，克罗切调至俄亥俄州立大学，他自1988年以来一直担任该校校外顾问。 2013年，克罗切从Ri.MED基金会的科委会辞职，原因是其主任支持有争议的耐力疗法。 
2019年，克罗齐被解除了俄亥俄州立大学癌症生物学和遗传学系主任的职务。俄亥俄州立大学认为认为他未履行基本职责，以及“他管理大学和部门财务能力不足”。关于后者，俄亥俄州立大学报告称，克罗齐“资金管理不善，临床试验不合规”。

## 荣誉
2006年，克罗切因对白血病分子机制的研究而获得美国癌症研究协会颁发的Clowes纪念奖。2017 年，克罗切获AACR颁发的Margaret Foti奖，以表彰其癌症研究。